# Косача (династия)
Косача (на сръбски: Kosače) е босненска благородническа фамилия управлявала династично части от днешна Босна и Херцеговина, Далмация (южната част на дн. Хърватия), Стара Херцеговина (в западната част на дн. Черна гора) и Стара Рашка през 14 – 15 век.
Династията се среща още и под името Херцеговичи, Вуковичи и Хранич.
Основател на династията е Вук Косача, който е бил властел на цар Стефан Душан – в битката му с босненските банове Котроманичи за Хум. Родовите владения на фамилията първоначално са се намирали в басейна на река Дрина т.нар. район на Подриние от Рогатица до Фоча. И днес близо до Горажде и Фоча има село с името Косача, в което явно е запазен спомен от времето, когато тук владетели са били родът Косачи. Единственото сигурно сведение за Вук Косача е, че умира през 1359 г. – след смъртта на цар Стефан Душан. Според легендарните сведения на Мавро Орбини в „Царството на славяните“, Вук Косача убива по време на лов с царския двор и антураж Бранко от фамилията Растислали.
Вук Косача е наследен от синовете си – Влатко Вукович Косача и Храна Вукович Косача. Влатко Вукович, след като Твърдко I се коронова за крал на Босна (и не само), се признава за негов васал и верен на кралската корона. По този начин, за първи път de jure под босненско върховенство е поставена земята на Хум, а единствено Зета от сръбското поморие остава извън босненския суверенитет. Влатко Вукович предвожда босненските сили в битката при Билеча, а на следващата година участва в Косовската битка, като завръщайки се от боя докладва на крал Твърдко I, че християнските сили са победили.
Влатко Вукович е наследен от своя племенник и син на Храна Вукович – Сандал Косача. Сандал (управлявал 1392 – 1435) се титулова „велик войвода русаг босненски“ и на свой ред е наследен от племенника си и внук на Храна Вукович – Стефан Косача. Стефан вече се титулова „херцог на свети Сава“ и се поставя доброволно под властта и защитата на арагонската корона. Оттук, и от него, произлиза и съвременното наименование на цяла Херцеговина. Синовете на Стефан Косача – Владислав, Влатко и Стефан, от своя страна, след серия неуспешни дипломатически ходове, се поставят под властта на Османската империя и по този начин завършва управлението на династията на херцозите на Хум. Стефан, най-малкият син на първия херцог на Хум, доброволно приема исляма в 1470 г. както и името Ахмед паша Херсекли, и след като е оженен за щерката на султан Баязид II, е назначен за санджакбей на Босна. Той е велик везир на Османската империя цели пет пъти.